# Al Stiller
Alfred William "Al" Stiller (26 de agosto de 1923 — 20 de abril de 2004) foi um ciclista olímpico estadunidense. Representou sua nação em dois eventos nos Jogos Olímpicos de Verão de 1948.